# Фестиваль народов Дона
Фестиваль народов Дона, также Фестиваль национальных культур «Народов Дона дружная семья» — фестиваль, который ежегодно проводится в Ростове-на-Дону. Целью проведения мероприятия является сохранение и развитие традиционных культур народов, проживающих на Дону. Проведение фестиваля посвящено Дню народного единства.

## Описание
Фестиваль проводится с 1995 года, по состоянию на 2016 год его организовывают в 21 раз. Его посещают участники из Северной Осетии, Краснодарского Края, Калмыкии, Адыгеи, Кабардино-Балкарии, Карачаево-Черкесии, Дагестана, Северной Осетии-Алании. Представлены участники из Ростовской области, ведь на ее территории проживает около 100 национальностей. Развитие фестиваля происходило постепенно. Вначале ему был присвоен статус областного мероприятия, затем его стали называть межрегиональным.
Учредителями и организаторами праздника является Министерство культуры Российской Федерации, Министерство культуры Ростовской области, Областной дом народного творчества. Среди участников фестиваля есть самостоятельные исполнители и семейные коллективы, национальные творческие коллективы.
В 2013 году фестиваль начался в поселке Шолоховском Белокалитвинского района и был продолжен в Областном доме народного творчества в Ростове-на-Дону. В программе фестиваля была предусмотрена выставка национального быта, ремесел и кухни.